# Calvisia medogensis
Calvisia medogensis är en insektsart som beskrevs av Wen-Xuan Bi 1993. Calvisia medogensis ingår i släktet Calvisia och familjen Diapheromeridae. Inga underarter finns listade.